# 阪神5550系電車
阪神5550系電車（はんしん5550けいでんしゃ）は、阪神電気鉄道（阪神）が2010年に普通系車両（ジェットカー）として導入した電車である。1編成4両のみ制作された。

## 概要

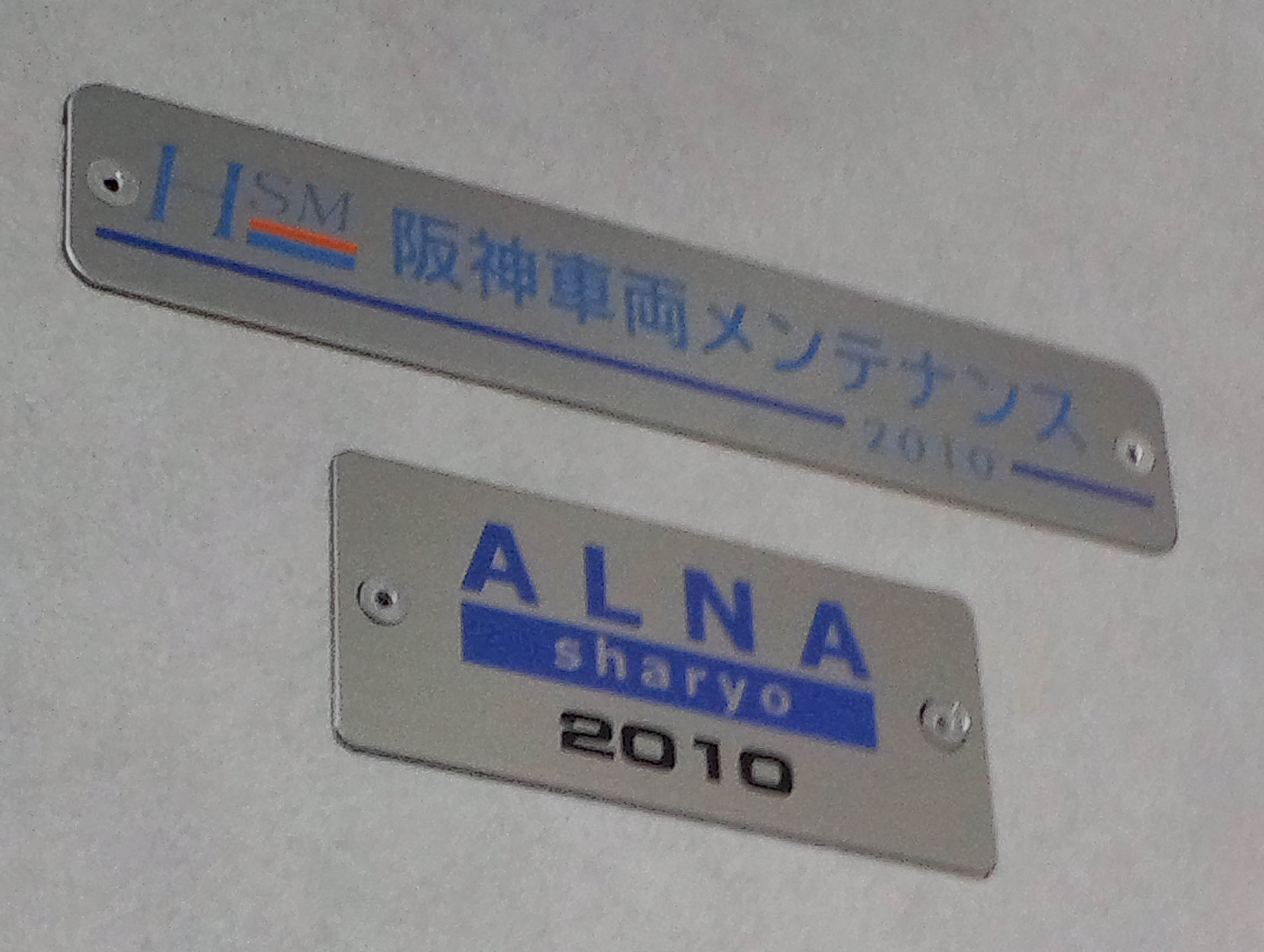
阪神車両メンテナンスとアルナ車両の銘板

阪神最後の運行標識板使用車であった5311形5313・5314の老朽代替車として、2000年まで製造されていた5500系の設計をベースに、2006年に登場した急行用車両の1000系に準ずる装備としたマイナーチェンジ車である。この経緯から形式は5500系から下2桁を50番台として5550系となった。
投入は2010年に1編成4両が製造されたのみで終了し、以降の旧型ジェットカー置き換えは5700系に移行している。
日本の大手私鉄の通勤車の形式としては、最後に登場した普通鋼製車体の形式である。

## 製造
5000系は阪神子会社の武庫川車両工業が製造を担当していたが、製造終了後の2002年にメンテナンス業務のみを阪神車両メンテナンスに承継して解散していた。
このため、設計自体は阪神車両メンテナンスが行ったが、車体制作そのものは同じく阪急阪神ホールディングスグループ企業で、普通鋼車体の製造ノウハウを持つアルナ車両が制作し、艤装を阪神車両メンテナンスが行った。車内には2社の銘板が設置されている。

## 構造
可能な限り5500系・1000系との共通設計とすることで、設計製作期間の短縮とイニシャルコストの抑制が図られた。

### 編成構成
5500系同様、2両ユニット2組による4両固定編成を組成する。従来のジェットカーは全電動車であったが、1000系との機器共通化で主電動機の出力が向上したため（後述）、神戸方ユニットの先頭車（5562形5562号）が制御付随車となった。
この5562形5562号はジェットカーで初の付随車となったが、登場後に運転士より神戸方面行き列車で後ろから押される違和感を感じるとの意見もあり、後継の5700系では編成構成が見直され、現状登場以来唯一の完全な付随車となっている。
在来車との併結運用は行われないが、試運転などで5500系との併結が可能なよう、ジャンパ連結器や引き通し回路などの艤装は共通化されている。M1車とM2車の間には車庫構内運転用の簡易運転台が設けられ、従来車と同様に工場入場時は2両単位で分割される。

編成各車の諸元、車両番号の一例を記す。
| 方向         | ← 大阪梅田神戸三宮 → | ← 大阪梅田神戸三宮 → | ← 大阪梅田神戸三宮 → | ← 大阪梅田神戸三宮 → |
| 形式         | 5551形               | 5651形               | 5651形               | 5562形               |
| 車種         | クモハ Mc            | モハ M1              | モハ M2              | クハ Tc              |
| 車両番号     | 5551                 | 5651                 | 5652                 | 5562                 |
| 自重         | 35.5 t               | 35.0 t               | 35.0 t               | 29.0 t               |
| 定員（座席） | 124 (46)             | 133 (50)             | 133 (50)             | 124 (46)             |
| 搭載機器     | VVVF, CP             | VVVF, SIV            | VVVF, SIV            | CP                   |

- VVVF: 主制御器
- SIV: 補助電源装置 (静止形インバータ)
- CP: 空気圧縮機

5550系
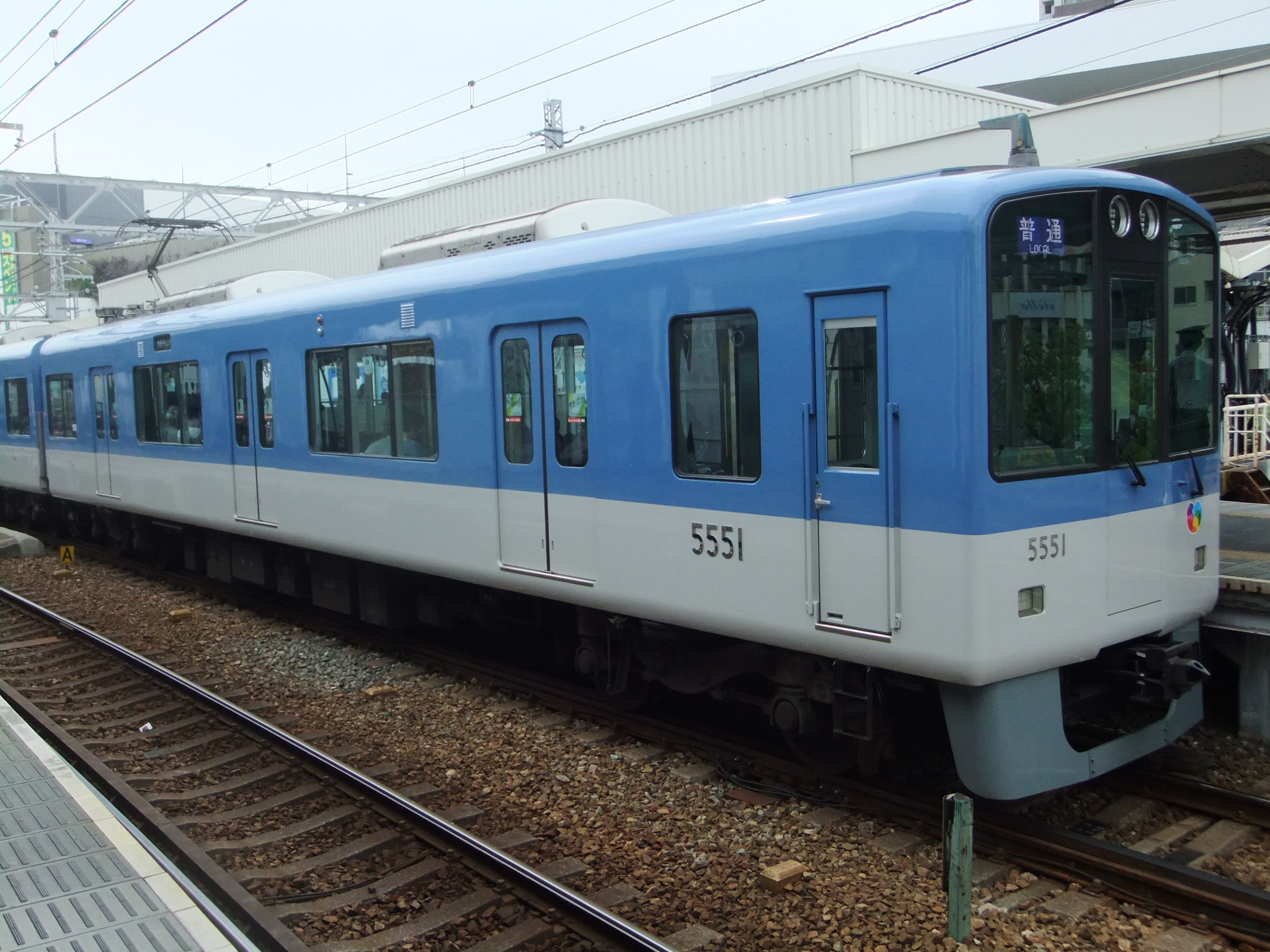
5551
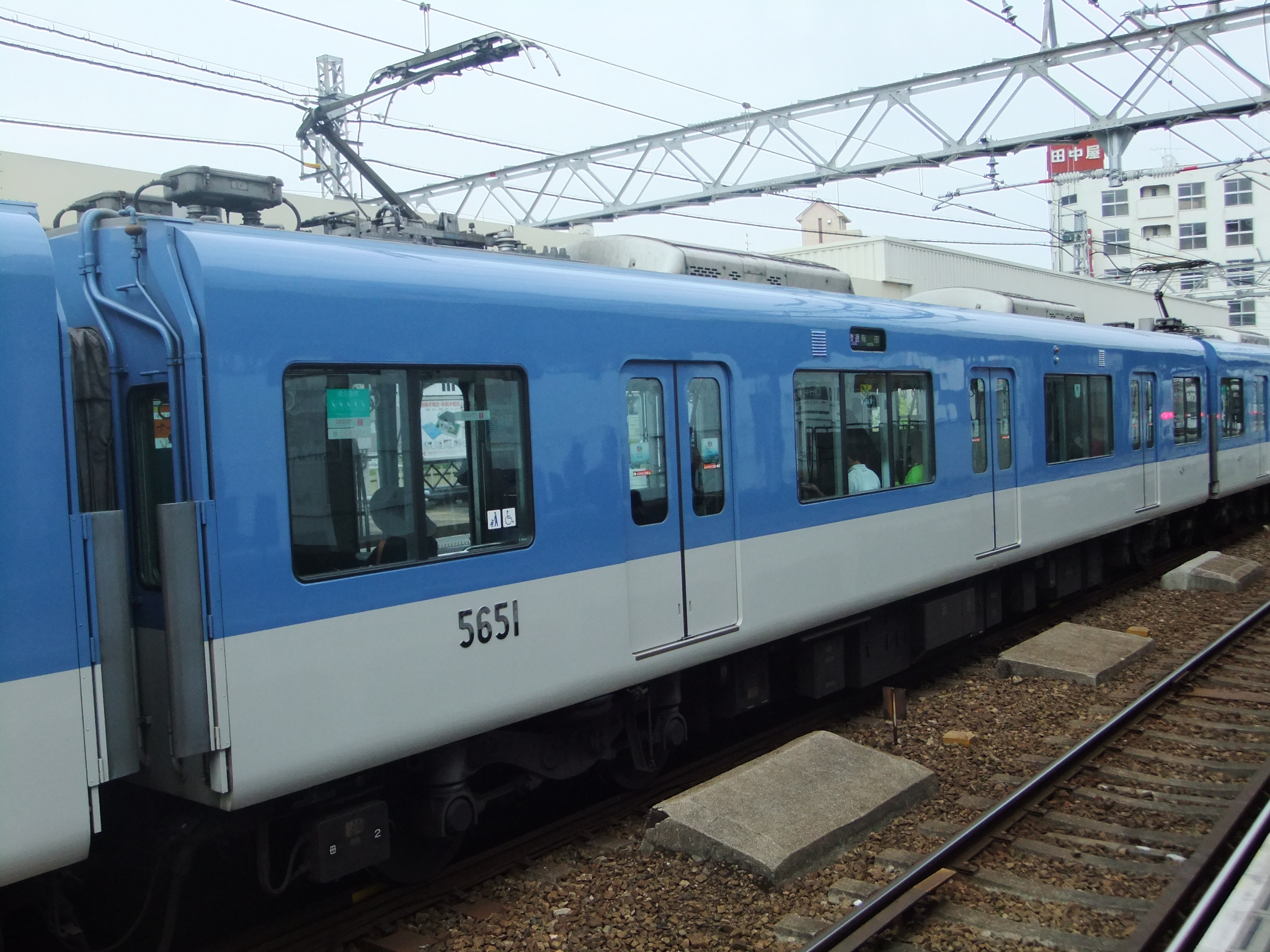
5651
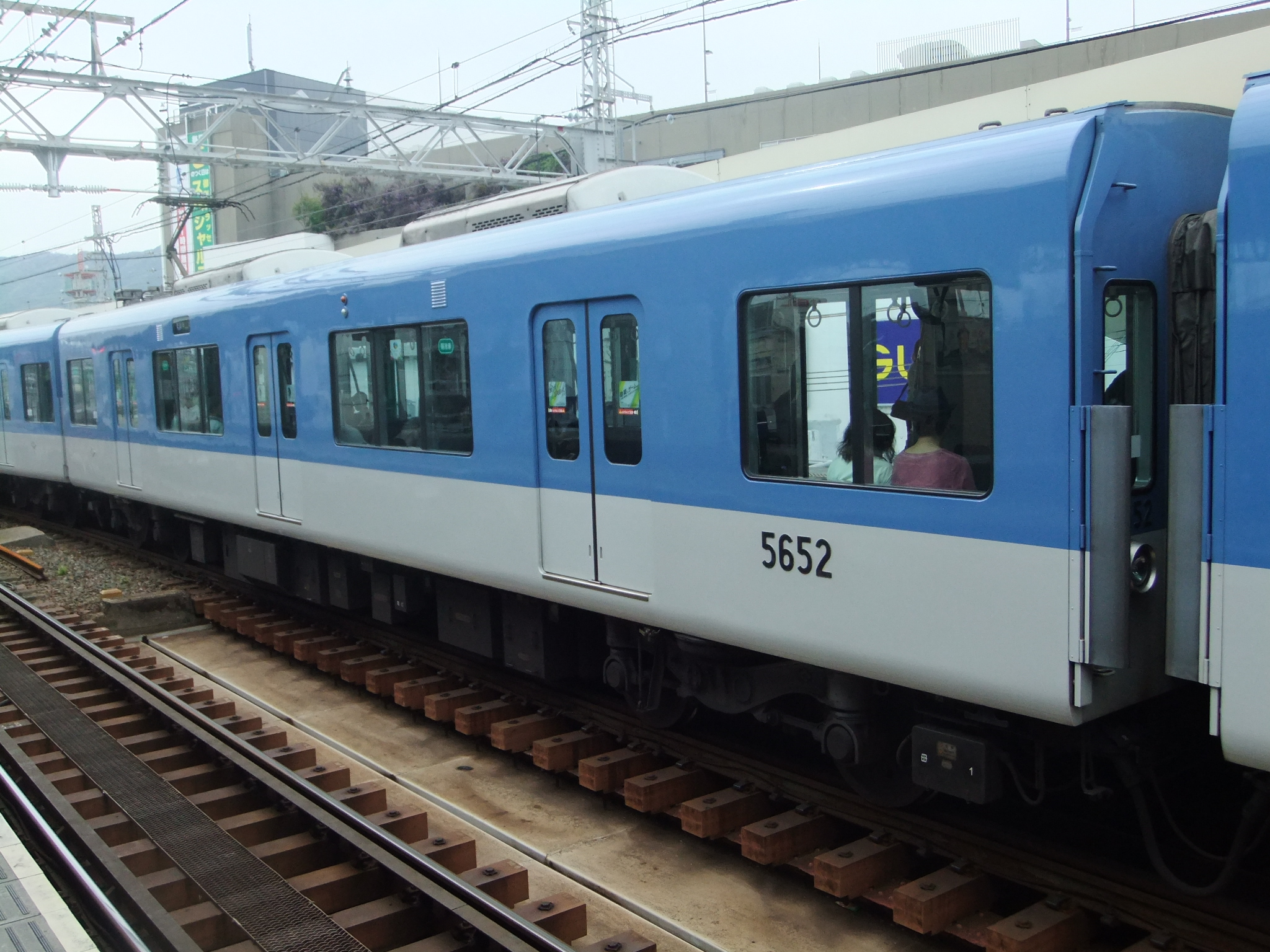
5652
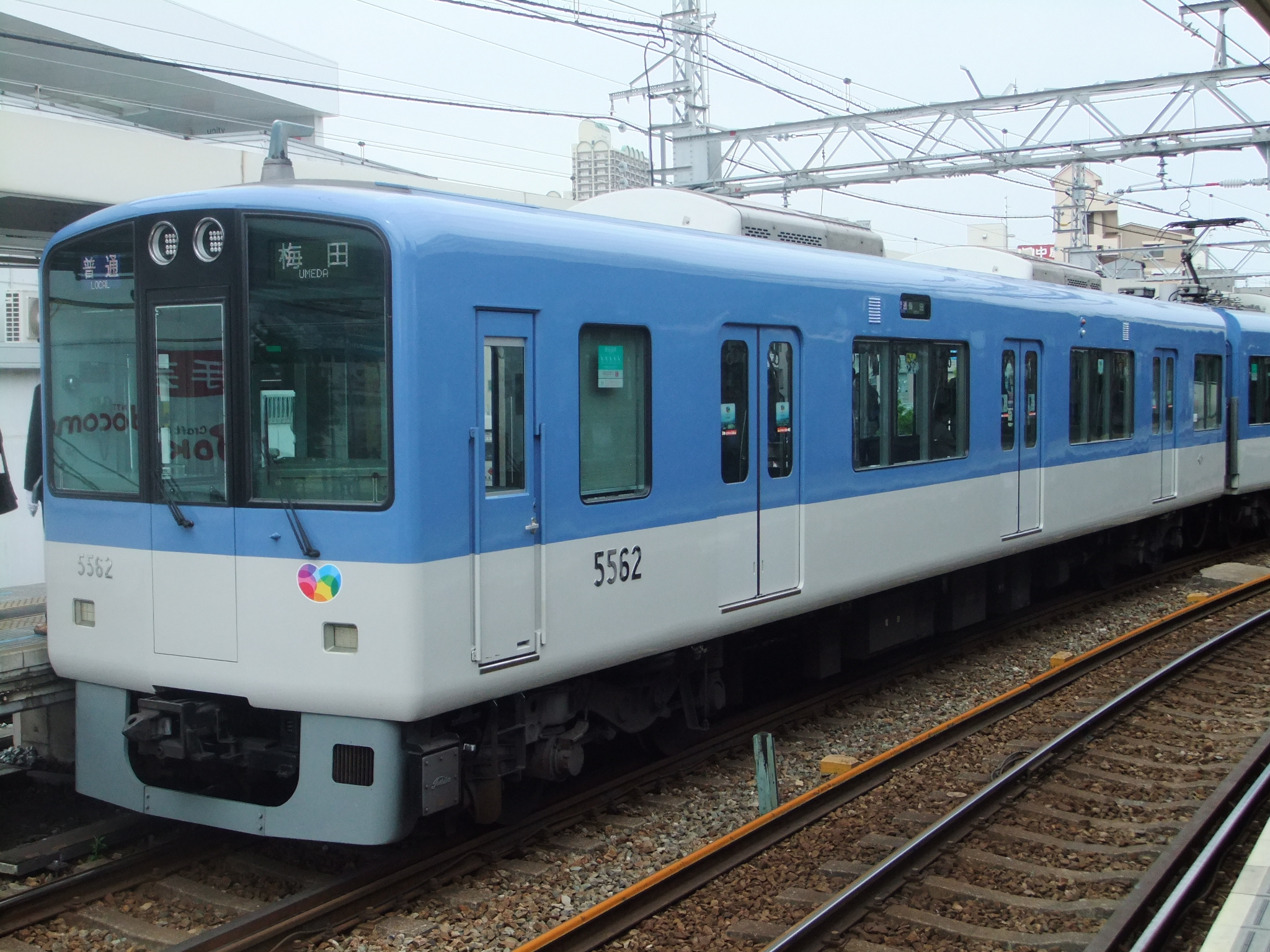
5562

### 車体
5500系に準じた片側3扉車体である。構体は普通鋼製であるが、屋根板および客用扉の戸袋部下部の外板はステンレス鋼が採用された。塗装も5500系（登場時）と同じ「アレグロブルー」と「シルキーグレイ」である。床面高さは5500系以降の標準となった1,130mmであるが、客用扉の幅は5500系の1,400mmから1,300mmに変更された。
種別・行先表示器も、5500系の字幕式からLED式に変更された。種別表示がフルカラーLED、行先表示が白色LEDとなっている。設定器には区間急行・準急の表示も用意されている。
車内は青色を基調としており、普通列車と認識できるよう配慮されている。座席はロングシートであり、バケットシートが採用された。なお、2024年の検査にて、バケットシートのモケットが更新され、通常座席は従来の青色のままだったが、優先座席は従来の紫色から5500系や5700系同様の緑色に更新された。また、貫通扉のワイパーの撤去が行われている。

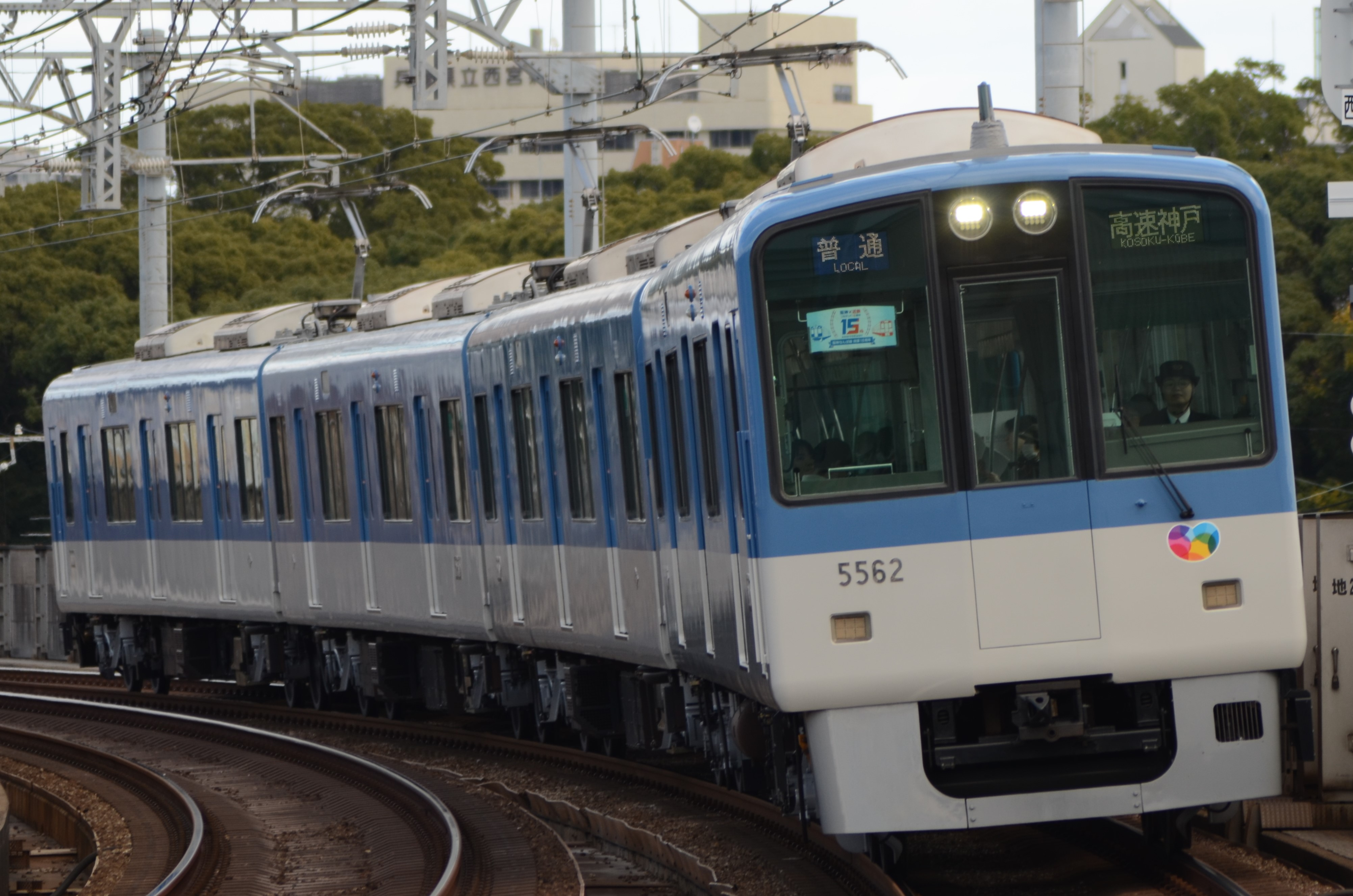
貫通扉のワイパーが撤去された5551f.2024/11/23

登場時より全車に車椅子スペースが設置されており、開閉扉上部には扉開閉予告灯と盲導鈴も新設された。天井周りも1000系に準じ、蛍光灯カバーが省略されている。車内案内表示装置はLEDによるフリーパターン式となった。
乗務員室の構成は5500系とほぼ共通であるが、運転台の主幹制御器がデッドマン装置付きとなったほか、運転台パネルにモニタ装置の情報表示器が設置されている。

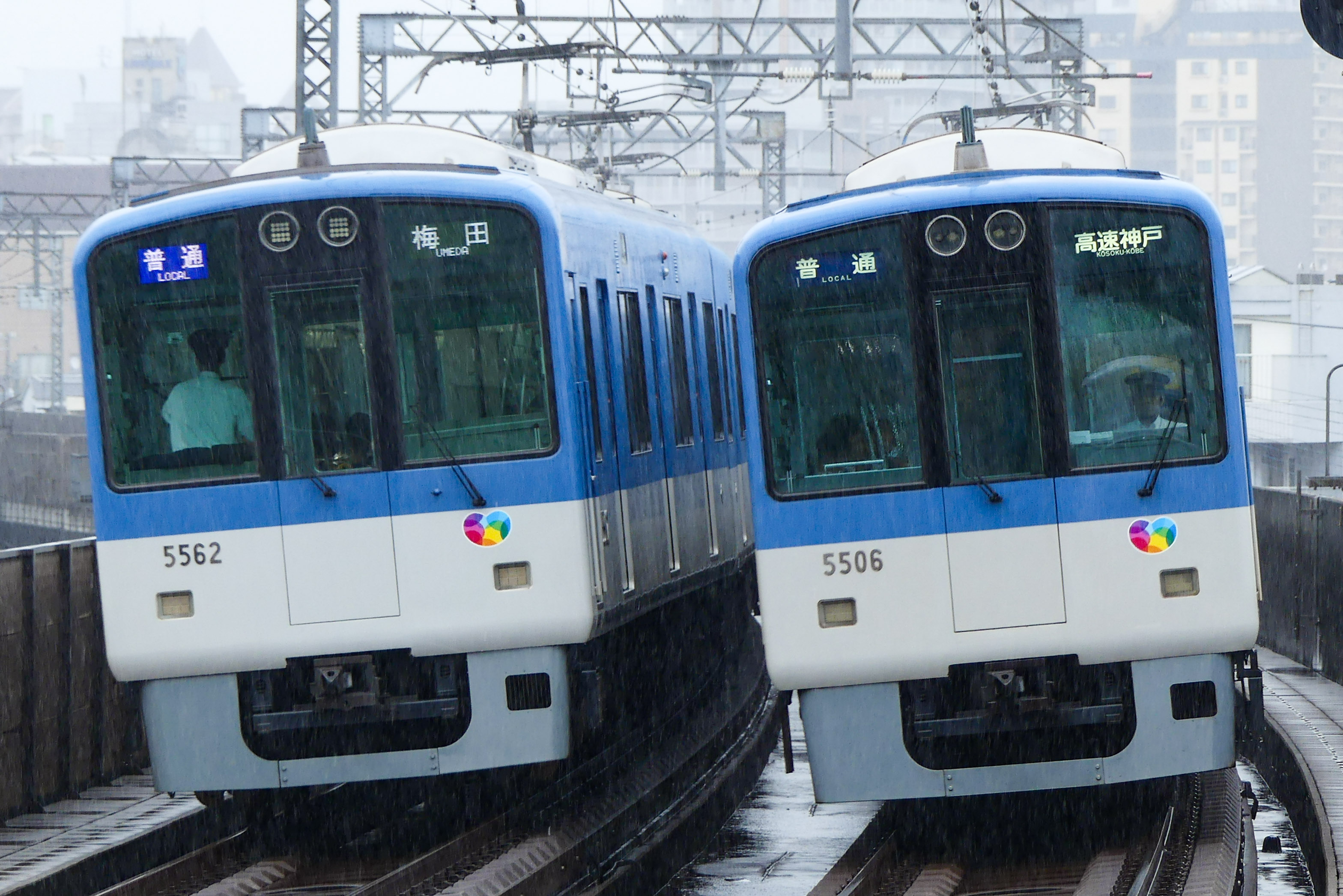
5550系（左）と5500系（右）の前面比較。種別・行先表示器等に差異が見られる。

### 主要機器
機器類は1000系と共通のものが採用されている。
主電動機は1000系と共通の三相かご形誘導電動機の東洋電機製造TDK-6147-Aを採用、1基あたりの出力は5500系の110kWから170kWに向上した。制御方式はVVVFインバータ制御で、制御装置は高耐圧IPMにIGBT素子を組み込んだ三菱電機製MAP-174-15V163Bを各電動車に搭載し、1基の制御装置で4個の主電動機を制御する1C4M方式となっている。急行用の1000系とは加減速性能が異なるため、ソフトウェアによるパターン電流の変更により対応された。
最高速度は110km/h、加減速度は5500系と同じく起動加速度4.0km/h/s、減速度4.5km/h/sである。
台車は住友金属工業（現・日本製鉄）製のモノリンク式ボルスタレス台車で、1000系と同様に電動車はSS171M、制御付随車はSS171Tをそれぞれ装着する。歯車比も1000系と同一の97:16 (6.06)、駆動方式はTD平行カルダン駆動方式を採用している。
補助電源装置は出力150kVAの静止形インバータ（IGBT素子）で、東芝製INV146-L0を中間電動車各車に搭載する。電動空気圧縮機は交流コンプレッサのC-2000-MLを両先頭車にそれぞれ搭載する。
パンタグラフはシングルアーム式のPT7160-Aを採用し、電動車5551形・5651形各車の神戸方に搭載する。車体側は従来の下枠交差式パンタグラフの搭載にも対応した構造となっている。
編成先頭部の連結器は当初より廻り子式の密着連結器であり、貫通路下部には当初より切り欠きが存在する。

## 運用
2010年8月5日には尼崎駅 - 石屋川駅間で試運転を実施、5550系で初の日中走行となった。その後しばらくの間尼崎駅西側に留置されていたが、同年12月29日より営業運転を開始した。運用開始後は他の普通用車両と区別なく運用されている。

## 編成表
2022年2月1日現在。
| ← 大阪梅田元町,新開地 → | ← 大阪梅田元町,新開地 → | ← 大阪梅田元町,新開地 → | ← 大阪梅田元町,新開地 → | 製造所               | 竣工         | 備考        |
| クモハ Mc               | モハ M1                 | モハ M2                 | クハ Tc                 |                      |              |             |
| 5551                    | 5651                    | 5652                    | 5562                    | 阪神車両メンテナンス | 2010年8月5日 | 前照灯LED化 |